# Паніґрудз
Паніґрудз (пол. Panigródz) — село в Польщі, у гміні Ґоланьч Вонґровецького повіту Великопольського воєводства.
Населення — 532 особи (2011).
У 1975-1998 роках село належало до Пільського воєводства.

## Демографія
Демографічна структура станом на 31 березня 2011 року:
|          | Загалом | Допрацездатний вік | Працездатний вік | Постпрацездатний вік |
| -------- | ------- | ------------------ | ---------------- | -------------------- |
| Чоловіки | 278     | 66                 | 186              | 26                   |
| Жінки    | 254     | 60                 | 142              | 52                   |
| Разом    | 532     | 126                | 328              | 78                   |